# 日本デザインセンター
株式会社日本デザインセンター（にっぽんデザインセンター）は、日本の広告制作プロダクション。
「新しいデザインの時代において、各社の宣伝部を共同で持つ」という趣旨のもと、デザイナーの亀倉雄策、原弘、田中一光、山城隆一らが中心となり、トヨタ自動車、アサヒビール、新日本製鐵、野村證券など8社の出資によって1959年に設立された広告制作会社である。

## 沿革
- 1959年12月、日本デザインセンター（NDC）が設立登記される[1]。出資企業はアサヒビール、旭化成、東芝、富士製鐵、日本鋼管、野村證券、日本光学、トヨタの8社で[2]、役員は山本為三郎（会長）、亀倉雄策、原弘、山城隆一、磯部一充、阿部章弘、阿部龍五郎、加藤誠之、田中四郎、木村孫八郎、白濱浩、鈴木松夫が就任した[1]。
- 1960年1月に設立披露会がひらかれ、3月に正式発足し仮事務所を中央区銀座の文成ビルにおいた[3]。6月、事務所を中央区銀座の明裕国際会館に移転する[4]。
- 1961年、映画部門を分離し日本産業映画センターとして独立する[4]。
- 1962年、オランダのアムステルダムでNDC展を開催する[4]。
- 1963年、ニューヨークとロンドンでNCD展を開催する[4]。
- 1964年、東京オリンピックの各部門のデザインへの協力により、大会組織委員会より感謝状を受ける[4]。
- 1965年、ドイツのフランクフルトでNDC展を開催する[5]。制作部に新たにイラスト部、写真部を設け、3部制とする[5]。
- 1966年、創立5周年記念作品集を刊行、代表取締役会長に神谷正太郎が就任する[5]。
- 1967年、事務所を中央区銀座の中央大和ビルに移転する[5]。
- 1968年、アメリカのシアトルとチェコスロバキアのプラハでNDC展を開催する[5]。
- 1969年4月、代表取締役社長に原弘が就任する[5]。
- 1971年、創立10周年記念作品集を刊行する[6]。
- 1975年1月、代表取締役社長に永井一正が就任、5月、代表取締役会長に鈴木松夫が就任する[6]。
- 1978年、TV制作室およびTV制作運営委員会を設置する[6]。
- 1980年、国際局を新設する[7]。
- 1981年、創立20周年作品集を刊行する[7]。永井造形研究所、広告戦略研究所を新設する[7]。アメリカの広告代理店ダンサー・フィッツジェラルド・サンプル (Dancer Fitzgerald Sample) と業務提携する[7]。
- 1982年、第10回ブルノ国際グラフィックデザインビエンナーレでNDCに対し批評家賞が贈られる[7]。
- 1986年、総合グラフィックス研究室を新設する[7]。9月、代表取締役社長に田中博が就任する[7]。NDC、日本リサーチセンター、日本産業映画センターの3社による共同事業体JMCが発足される[7]。
- 1987年、CIデザイン研究所、パッケージデザイン研究室を新設する[7]。
- 1988年、映像戦略企画室を新設する[7]。
- 1990年、創立30周年を記念し東京・銀座のセントラル美術館で作品展を開催、創立30周年記念作品集『日本デザインセンターの三十年』を刊行する[8]。ニューヨークADC (Art Directors Club of New York) 会館でNDC作品展を開催する[8]。
- 1992年、原デザイン研究室を新設する[8]。
- 1993年、佐々木デザイン戦略研究室を新設する[8]。
- 1994年、株式会社NDCグラフィックスを設立する[8]。
- 1995年、組織を「管理本部」「制作本部」「制作研究本部」の3本部制に改編し、一般制作セクションと専門系・研究開発系のセクションを分離する[8]。
- 1996年、代表取締役社長に鈴木清文が就任する[8]。
- 1997年、名古屋支社を開設する[8]。
- 1999年、太田CIデザイン研究室を太田コーポレイトブランド研究室に改編する[8]。
- 2002年、「RE DESIGN 日常の21世紀」展をイギリス、デンマーク、中国、カナダに巡回する[9]。
- 2003年、世界グラフィックデザイン会議・名古屋に協賛し、運営実務をサポートする[9]。
- 2004年、Webデザイン研究所、CG開発室、プロデュース室を開設する[9]。
- 2005年、中国・北京に北京和創図文制作室有限公司を設立し、NDCスタジオを開設する[9]。
- 2006年、東京・東雲にNDCスタジオを開設し、撮影・映像制作事業を強化する[9]。小磯デザイン研究室を新設する[9]。
- 2008年、名古屋市にCGI部門の拠点としてNDCスタジオを開設する[9]。
- 2010年7月、創立50周年を記念して『デザインのポリローグ 日本デザインセンターの50年』を刊行する[9]。プロデュース本部を新設する[10]。
- 2011年、色部デザイン研究室、大黒デザイン研究室を新設する[10]。
- 2012年、本社を中央区銀座4丁目に移転する[10]。名古屋支社を中村区名駅4丁目内にて移転する[10]。中国・北京に北京大思広告有限公司を設立し、デザインビジネスを展開する[10]。
- 2013年、株式会社NDCアスタリスクを設立する[10]
- 2014年8月、代表取締役社長に原研哉が就任する[10]。三澤デザイン研究室を新設する[10]。
- 2019年、第2制作本部を新設する[10]。
- 2020年、創立60周年記念事業として「Visualize60」プロジェクトを展開し、本社13階で展覧会の開催や、書籍『Visualize60』を刊行する[10]。
- 2021年、深尾映像研究室、ポリローグ研究室を新設する[10]。
- 2022年、アメリカ・ロサンゼルスにNippon Design Center USA, Inc.を設立する[10]。本部制から部制に移行する[10]。事業開発室を新設する[10]。
- 2024年、業務統括室を新設する[10]。

## 著名な出身者・在籍者・関係者
- 亀倉雄策（1960年〜1962年在籍）[11]
- 原弘（1960年〜？）[12]
- 田中一光（1960年〜1963年在籍）[13]
- 木村恒久
- 山城隆一（1960年〜1973年在籍）[14]
- 永井一正（1960年〜？）[15]
- 横尾忠則（1960年〜1964年在籍）[16]
- 梶祐輔（1960年〜2009年在籍）[17]
- 宇野亜喜良（1960年〜1964年在籍）[18]
- 高梨豊（1961年〜1970年在籍）[19]
- 沢渡朔（1963年〜1966年在籍）[20]
- 原田維夫[21]
- 山下芳郎[22]
- 高橋睦郎
- 小西啓介（1961年〜1974年在籍）[23]
- 長友啓典（1964年〜1969年在籍）[24]
- 中川憲造
- 安斉敦子
- 宮田識（1966年〜1971年在籍）[25]
- 戸田正寿（1973年〜1977年在籍）[26]
- サイトウマコト（1975年〜1981年在籍）[27]
- 上原昌（1966年〜1995年在籍）[28]
- 水谷孝次（1977年〜1983年在籍）[29]
- 魚住勉
- 太田岳
- ナガオカケンメイ（1990年〜1997年在籍）[30]
- 井上嗣也（1971年〜1973年在籍）[31]
- 原研哉（1983年〜？）[32]
- 居山浩二（1992年〜1997年在籍）[33]
- 駒形克己（1974年〜1976年在籍）[34]
- 紫牟田伸子
- 佐々木豊[35]
- 色部義昭[36]
- 軍司匡寛[37]
- 大黒大悟[38]
- 程藜[39]
- 矢内里[40]
- 来栖健夫[41]
- 藤原奈緒[42]
- 桑田修[43]
- 大倉第（森々れもん）
- 山本善之助

## グループ会社
- 株式会社NDCアスタリスク[44]
- 株式会社VIG[44]
- 北京和創図文制作有限公司[44]
- 北京大思広告有限公司[44]
- Nippon Design Center USA, Inc.[44]